# 피에트로 비에르코보드
피에트로 비에르코보드, OMRI 장교장(우크라이나어: П’єтро Верховод, 로마자 표기: P'etro Verkhovod, 1959년 4월 6일, 롬바르디아 주 칼치나테 ~)는 이탈리아의 전 축구 선수로, 현역 시절에 중앙 수비수로 활약했던 현 감독이며, 그는 이탈리아 국가대표팀 일원으로, 1982년 월드컵 우승을 달성했다.
이탈리아의 역대 최고 중앙 수비수로 손꼽히는 그는 당대 최고의 선수로도 평가받았고, 속도, 수비 역량, 신체 조건, 끈질긴 경기 방식과, 우크라이나 스타로빌스크 출신의 붉은 부대 전 소속 부친을 둔 일로 인해 차르(lo Zar)라는 별칭이 붙었다.

## 유년 시절
비에르코보드는 베르가모 도 칼치나테 출신이다. 그는 소련의 전쟁 포로의 아들이었다. 그의 부친 이반 루캬노비치 베르호보드(우크라이나어: Іван Лук’янович Верховод)는 우크라이나인으로 제2차 세계 대전의 포로로 잡혀가 북이탈리아의 나치 포로수용소에서 도주했고, 레시스텐자에 합류해 유격대 일원으로 싸웠다. 전후, 그는 소련으로 돌아가지 않고 롬바르디아 주에 정착했다.

## 클럽 경력
비에르코보드는 처음에 대인 방어용 중앙 수비수였지만, 나중에는 지역 방어 체제에서도 흥했다. 그는 코모에서 축구를 시작해 피오렌티나로 둥지를 옮겼다. 그러나, 그가 처음으로 성공을 맛보았던 때는 로마 시절로, 1983년에 세리에 A 방패(scudetto)를 손에 넣었다. 그는 이후 삼프도리아로 이적해 코파 이탈리아를 4번, 유러피언 컵위너스컵을 1번 우승했고, 1991년에는 방패(scudetto)도 1개 더 가져갔다. 1995년, 그는 유벤투스로 이적해 1996년에 37세의 나이로 챔피언스리그를 우승하는 노련미를 보였다. 그는 로마에서 열린 아약스와의 결승전에 출전했고, 유벤투스는 이 경기를 승부차기 끝에 이겼다. 그는 이후 밀란을 거쳐 피아첸차에서 말년에 41세의 나이로도 주전으로 활동했다. 이후, 그는 2000년에 축구화를 벗었다. 비에르코보드는 세리에 A 경기에 562번 출전했고, 세리에 A 역대 최다 출전 7위에 이름을 올리고 있는데, 그보다 많은 경기를 출전한 선수는 파올로 말디니, 잔루이지 부폰, 프란체스코 토티, 하비에르 사네티, 잔루카 팔리우카, 그리고 디노 초프뿐이다.

## 국가대표팀 경력
비에르코보드는 1981년부터 1993년까지 이탈리아 국가대표팀 경기에 45번 출전해 2골을 넣었다. 그는 1981년 1월 6일, 1-1로 비긴 네덜란드와의 "문디알리토" 대회 경기에서 21세의 나이로 국가대표팀 신고식을 치렀다. 그는 엔초 베아르초트 감독의 이탈리아 선수단 일원으로 1982년 월드컵에 참가했지만, 한 경기도 출전하지 못했다. 비에르코보드는 1986년 월드컵에도 참가했고, 아첼리오 비치니 감독의 지도 하에 안방에서 준결승 진출, 3위의 성적을 거둔 1990년 월드컵에도 참가해 3경기를 치렀다. 그는 이탈리아 국가대표팀 역사상 최고령 득점 선수이기도 하다: 그는 1993년 3월 24일, 몰타와의 1994년 월드컵 예선전 경기에서 득점에 성공해 아리고 사키 지도 하의 푸른 군단(Azzurri)은 6-1 대승을 거두었다. 비에르코보드는 이탈리아 선수단 일원으로 1984년 하계 올림픽에도 참가해 준결승에 진출해 4위의 성적을 거두었다. 그러나, 그는 유럽 축구 선수권 대회에서 이탈리아를 대표로 출전한 적은 없다.

## 경기 방식
차르(lo Zar)라는 별칭으로 알려진 비에르코보드는 끈질기고 신체조건이 좋고, 발빠른 왼발잡이 중앙 수비수로, 이탈리아 최고의 수비수로 손꼽히며, 현역 시절에는 세계에서 가장 빠른 수비수로도 통했으며, 1980년대와 1990년대를 관통하여 넘치는 힘, 밀착한 상대 견제, 그리고 거친 저지 방식으로 세리에 A의 가장 거친 수비수로도 알려졌다. 주로 대인 방어요 "저지자"를 초창기에 맡았던 비에르코보드는 보다 수비적인 최후방 수비수로, 주력, 강인한 힘, 예측력, 위치 선정, 공 회수 순간 포착력, 그리고 경기를 읽는 능력을 통해 상대가 원하는 방식의 경기를 치르지 못하게 훼방하고, 공을 회수하며, 손을 벗어난 공을 가로챘다. 이 방식의 경기로, 그는 지역 방어가 말년에 대세로 떠오르고도 계속해서 선전할 수 있었다. 비록, 그는 유망주 시절에 기술적으로 뛰어나거나 세심한 경기를 치르는 선수와는 거리가 있었지만, 세월이 지나면서, 비에르코보드는 기술 및 전술적 개선에 성공했다. 그는 비록 그리 크지 않은 중앙 수비수였지만, 높이 뛸 수 있어 공중 경합에 강했고, 머리로 득점하는 일을 좋아했다. 그 결과, 그는 이탈리아의 역대 최고 수비수로 손꼽힌다. 그 결과, 그는 이탈리아 축구 역사상 가장 많은 골을 넣는 선수로 손꼽힌다. 그는 도발적인 경기 방식에도 불구하고, 비에르코보드는 경기장 내외로 신사적인 선수로 통했고, 오랜 활동 기간, 지도자적 역량, 훈련에서의 헌신감, 그리고 부상을 피하는 능력으로 꾸준히 활약했다.
2008년, 아르헨티나의 엘 그라피코지와의 회견에서, 아르헨티나의 디에고 마라도나는 그를 역대 최고의 선수들 중 그를 꼽았는데, 비에르코보드를 자신이 상대한 가장 어려운 상대로, "[비에르코보드는] 짐승이었습니다, 눈썹까지 근육으로 되어 있었어요. 그를 제치기는 쉽지만, 제가 고개를 들어올리면, 제 앞에 다시 서 있었습니다. 저는 그를 완전히 제치기 위해 3번 이상 제쳐야 했고, 그를 감당할 수 없어서 공을 넘기는 편이 나았습니다"라고 평했다. 현역 시절, 마라도나는 비에르코보드에 헐크(Hulk)라는 별칭을 붙였다.
게리 리네커 또한 포포투지의 회견에서 비에르코보드가 "상대한 수비수들 중 가장 거친 상대"였으며 "그는 괴물같았고, 전광석화처럼 빨랐습니다. 그는 저를 1번 내지 2번 구르게 했습니다"라고 덧붙였다.
마르코 판 바스턴은 피에트로 비에르코보드와 리카르도 페리를 자신이 상대하기 어려운 수비수로 평했고, 가브리엘 바티스투타도 1992년에 비에르코보드를 최고의 수비수라고 평했다.

## 감독 경력
현역 은퇴 후, 비에르코보드는 세리에 C1의 카타니아와 세리에 C2의 플로렌티아 비올라(현 피오렌티나), 그리고 세리에 B의 트리에스티나를 지휘했다. 그러나, 그는 세 번의 임기 모두 석연치 않은 이유로 시즌을 마무리하지 못하고 중도에 하차했다.
2014년 6월 13일, 비에르코보드는 헝가리의 부다페스트 혼베드 감독으로 선임되었지만, 선수단의 성적 부진과 지지 기반의 부재로 사표를 제출했다.
그는 이후 2018년 6월부터 8월까지 캄자의 감독을 잠깐 맡았지만, 기반의 문제로 결별을 택했다.

## 수상
로마
- 세리에 A: 1982–83

삼프도리아
- 세리에 A: 1990–91
- 코파 이탈리아: 1984–85, 1987–88, 1988–89, 1993–94
- 유러피언 컵위너스컵: 1989–90
- 수페르코파 이탈리아나: 1991[30]

유벤투스
- 수페르코파 이탈리아나: 1995
- 챔피언스리그: 1995–96

이탈리아
- 월드컵: 1982

개인
- 구에린 금상: 1983[31]
- 가에타노 시레아 경력모범상: 1995[32]

상훈
-  이탈리아 공화국 공로장 4등급 / 장교장: 1991